# Le Perroquet chinois (film)
Pour le roman d'Earl Derr Biggers, voir Le Perroquet chinois.
Pour plus de détails, voir Fiche technique et Distribution.
Le Perroquet chinois (The Chinese Parrot) est un film muet de Paul Leni avec l'acteur japonais Sōjin Kamiyama dans le rôle de Charlie Chan sorti en  1927. C'est le second film de la série Charlie Chan. Le film est considéré comme perdu,. Charlie Chan's Courage (1934) est une autre version filmée de la même histoire. 

## Synopsis
Adaptation du roman d'Earl Derr Biggers, Le Perroquet chinois.

## Fiche technique
- Titre original : The Chinese Parrot
- Réalisation : Paul Leni et Walter Anthony (intertitres en anglais)
- Scénario : J. Grubb Alexander (en)
- Photographie : Benjamin H. Kline
- Société de distribution : Universal Pictures
- Pays de production : États-Unis
- Langue : anglais
- Format : Noir et blanc
- Genre : Film policier muet
- Durée : 7 bobines; (7 304 pieds
- Date de sortie :
  - États-Unis : 23 octobre 1927

## Distribution
- Marian Nixon : Sally Phillmore
- Florence Turner : Mrs. Phillmore
- Hobart Bosworth : P.J. Madden
- Edmund Burns : Robert Eden
- Albert Conti : Martin Thorne
- Sōjin Kamiyama : Charlie Chan
- Fred Esmelton : Alexander Eden
- Edgar Kennedy : Maydorf
- George Kuwa : Louie Wong
- Slim Summerville : Prospector
- Dan Mason : Prospector
- Anna May Wong : Nautch Dancer
- Etta Lee : Girl in Gambling Den
- Jack Trent : Jordan
- Frank Toy : number one son